# Sibylle Gabrielle Riquetti de Mirabeau

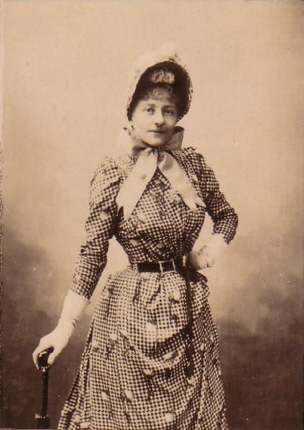
Sibylle Gabrielle Marie Antoinette Riquetti de Mirabeau

Sibylle Aimée Marie-Antoinette Gabrielle de Riquetti de Mirabeau, Gräfin de Martel de Janville (* 16. August 1849 auf der Burg Coëtsal bei Plumergat, im Département Morbihan, Bretagne; † 28. Juni 1932 in Neuilly-sur-Seine) war eine französische Schriftstellerin, die ihre Werke unter dem Pseudonym „Gyp“ veröffentlichte.
Sie war Tochter des Grafen Mirabeau, Joseph-Arundel de Riquetti (1820–1860), und der Gräfin de Gonneville (1827–1903).
1869 hat Sibylle den Grafen Roger de Martel de Janville geheiratet. Sie wurde Mutter von drei Kindern.
Ihren Salon in Neuilly-sur-Seine besuchten u. a. Robert de Montesquiou, Marcel Proust, Edgar Degas, Maurice Barrès, Anatole France, Paul Valéry, Alphonse Daudet und Jean-Louis Forain.
Gyp verfasste viele Romane, meistens mit satirischem Inhalt. Ihre politischen Anschauungen waren extrem konservativ geprägt. Sie hasste Republikaner und Juden. So begrüßte sie wohlwollend die Verurteilung von Alfred Dreyfus. Um die Jahrhundertwende war sie Mitglied der Ligue de la patrie française, die sich als antidreyfusardische Bewegung gegründet hatte.
Ihre ersten Artikel erschienen im Februar 1877 in La Vie parisienne, etwas später in La Revue des Deux Mondes.
Ab 1880 erschienen ihre Romane in Buchform unter dem Decknamen „Gyp“. Insgesamt verfasste sie 120 Romane.

## Bibliografie
- Silverman, Willa Z.: The Notorious Life of Gyp – Right-Wing Anarchist in Fin-de-Siècle France. Oxford University Press, New York 1995, ISBN 978-0-19-508754-3
- Olivier de Brabois: Gyp Comtesse de Mirabeau-Martel 1849-1932. Publibook, 2003, ISBN 978-2748315929